# Episodi di Babylon 5 (terza stagione)
La terza stagione della serie televisiva Babylon 5 è stata trasmessa su Prime Time Entertainment Network dal 6 novembre 1995 al 28 ottobre 1996.
All'episodio intitolato originariamente Severed Dreams, diretto da David Eagle, è stato assegnato nel 1997 il premio Hugo per la miglior rappresentazione drammatica (Best Dramatic Presentation).
La stagione è rimasta inedita in Italia sino al 2008 (a eccezione del primo episodio), quando il canale Jimmy ha iniziato la trasmissione di tutti gli episodi di Babylon 5 partendo dalla prima stagione, avvenuta nel 2007.
| nº | Titolo originale                        | Titolo italiano                                 | Prima TV USA      | Prima TV Italia  |
| -- | --------------------------------------- | ----------------------------------------------- | ----------------- | ---------------- |
| 1  | Matters of Honor                        | Questione d'onore                               | 6 novembre 1995   | 25 dicembre 2007 |
| 2  | Convictions                             | Convinzioni                                     | 13 novembre 1995  | 1º gennaio 2008  |
| 3  | A Day in the Strife                     | Giornata di lotte                               | 20 novembre 1995  | 8 gennaio 2008   |
| 4  | Passing through Gethsemane              | Visita a Getsemani                              | 27 novembre 1995  | 15 gennaio 2008  |
| 5  | Voices of Authority                     | Voci dell'autorità                              | 29 gennaio 1996   | 22 gennaio 2008  |
| 6  | Dust to Dust                            | Polvere alla polvere                            | 5 febbraio 1996   | 29 gennaio 2008  |
| 7  | Exogenesis                              | Esogenesi                                       | 12 febbraio 1996  | 5 febbraio 2008  |
| 8  | Messages from Earth                     | Messaggi dalla Terra                            | 19 febbraio 1996  | 12 febbraio 2008 |
| 9  | Point of No Return                      | Punto di non ritorno                            | 26 febbraio 1996  | 19 febbraio 2008 |
| 10 | Severed Dreams                          | Sogni spezzati                                  | 1º aprile 1996    | 26 febbraio 2008 |
| 11 | Ceremonies of Light and Dark            | Cerimonie di luce e oscurità                    | 8 aprile 1996     | 4 marzo 2008     |
| 12 | Sic Transit Vir                         | Sic transit Vir                                 | 15 aprile 1996    | 11 marzo 2008    |
| 13 | A Late Delivery from Avalon             | Consegna in ritardo da Avalon                   | 22 aprile 1996    | 18 marzo 2008    |
| 14 | Ship of Tears                           | Nave di lacrime                                 | 29 aprile 1996    | 25 marzo 2008    |
| 15 | Interludes and Examinations             | Intermezzo ed esami                             | 6 maggio 1996     | 1º aprile 2008   |
| 16 | War Without End (I)                     | Guerra senza fine, prima parte                  | 13 maggio 1996    | 8 aprile 2008    |
| 17 | War Without End (II)                    | Guerra senza fine, seconda parte                | 20 maggio 1996    | 15 aprile 2008   |
| 18 | Walkabout                               | Il percorso                                     | 30 settembre 1996 | 22 aprile 2008   |
| 19 | Grey 17 Is Missing                      | Grigio 17 è scomparso                           | 7 ottobre 1996    | 29 aprile 2008   |
| 20 | And the Rock Cried Out, No Hiding Place | E la roccia gridò: nessun posto per nascondersi | 14 ottobre 1996   | 6 maggio 2008    |
| 21 | Shadow Dancing                          | La danza delle Ombre                            | 21 ottobre 1996   | 13 maggio 2008   |
| 22 | Z'ha'dum                                | Z'Ha'Dum                                        | 28 ottobre 1996   | 20 maggio 2008   |